# Butari
Butari – wieś w Słowenii, w gminie miejskiej Koper. 1 stycznia 2018 liczyła 46 mieszkańców.